# Татарське (Жуковський район)
Татарське (рос. Татарское) — присілок в Жуковському районі Калузької області Російської Федерації.
Населення становить 7 осіб. Входить до складу муніципального утворення Село Радгосп Чаусово.

## Історія
Від 2004 року входить до складу муніципального утворення Село Радгосп Чаусово

## Населення
| 2002 | 2010 |
| ---- | ---- |
| 8    | ↘7   |